# صالح
صَالِح، هو أحد الأنبياء العرب حسب الإسلام، ذكر القرآن قصته مع قومه ثمود، ومن الآيات التي ذكرته: ﴿كَذَّبَتْ ثَمُودُ الْمُرْسَلِينَ ۝١٤١ إِذْ قَالَ لَهُمْ أَخُوهُمْ صَالِحٌ أَلَا تَتَّقُونَ ۝١٤٢﴾ [الشعراء:141–142].
أرسله الله إلى قوم ثمود، وهي قبيلة من القبائل العربية البائدة، المتفرعة من أولاد سام بن نوح، وسميت بذلك نسبة إلى أحد أجدادها، وهو ثمود بن جاثر بن إرم بن سام بن نوح، وقيل: ثمود بن عاد بن عوص بن إرم بن سام بن نوح. والنبي صالح من هذه القبيلة، ويتصل نسبه بثمود، وكانوا قوما جاحدين آتاهم الله رزقا كثيرا، لكنهم عصوا ربهم وعبدوا الأصنام وتفاخروا بينهم بقوتهم، فبعث الله إليهم صالحا مبشرا ومنذرا. غير أنهم كذبوه وعصوه وطالبوه بالإتيان بآية ليصدقوه، فأتاهم بالناقة وأمرهم ألاَّ يؤذوها، لكنهم أصروا على كبرهم فعقروا الناقة، فعاقبهم الله بالصاعقة، فصعقوا جزاء لفعلتهم ونجَّى الله صالحا ومن معه من المؤمنين.

## نسبه
- قيل: هو صالح بن عبيد بن أسف بن ماشخ بن عبيد بن حاذر.

- وقيل صالح بن جابر بن ثمود بن جاثر بن إرم بن سام بن نوح.

- وقيل صالح بن عبيد بن أنيف بن ماسخ بن خادر بن جابر بن ثمود.

- وقيل صالح بن عبيد بن جابر بن إرم بن سام بن نوح.

- وقيل صالح بن عبيد بن يوسف بن سانح بن عَبيل بن حاذر بن ثمود.

والله أعلم أيها أصح.

## إرسال صالح لثمود
جاء قوم ثمود بعد قوم عاد، وتكررت قصة العذاب بشكل مختلف مع ثمود. كانت ثمود قبيلة تعبد الأصنام هي الأخرى، فأرسل الله سيدنا «صالحا» إليهم.. وقال صالح لقومه: (يَا قَوْمِ اعْبُدُواْ اللّهَ مَا لَكُم مِّنْ إِلَـهٍ غَيْرُهُ) نفس دعوة كل نبي.. لا تتبدل ولا تتغير، كما أن الحق لا يتبدل ولا يتغير.
فوجئ الكبار من قوم صالح بدعوته لعبادة الله الواحد.. وأنه يتهم آلهتهم بأنها بلا قيمة، وهو ينهاهم عن عبادتها ويأمرهم بعبادة ربه الله وحده. وأحدثت دعوته هزة كبيرة في القوم.. وكان صالح معروفا بالحكمة والنقاء والخير. كان قومه يحترمونه قبل أن يوحي الله إليه ويرسله بالدعوة إليهم.. وقال قوم صالح له:
﴿قَالُوا يَا صَالِحُ قَدْ كُنْتَ فِينَا مَرْجُوًّا قَبْلَ هَذَا أَتَنْهَانَا أَنْ نَعْبُدَ مَا يَعْبُدُ آبَاؤُنَا وَإِنَّنَا لَفِي شَكٍّ مِمَّا تَدْعُونَا إِلَيْهِ مُرِيبٍ ۝٦٢﴾ [هود:62]
تأمل وجهة نظر الكافرين من قوم صالح. إنهم يدلفون إليه من باب شخصي بحت. لقد كان لنا رجاء فيك. كنت مرجوا فينا لعلمك وعقلك وصدقك وحسن تدبيرك، ثم خاب رجاؤنا فيك.. أتنهانا أن نعبد ما يعبد آباؤنا؟! يا للكارثة.. كل شيء يا صالح إلا هذا. ما كنا نتوقع منك أن تعيب آلهتنا التي وجدنا آبائنا عاكفين عليها.. وهكذا يعجب القوم مما يدعوهم إليه. ويستنكرون ما هو واجب وحق، ويدهشون أن يدعوهم أخوهم صالح إلى عبادة الله وحده. لماذا؟ ما كان ذلك كله إلا لأن آبائهم كانوا يعبدون هذه الآلهة.

## معجزة صالح "الناقة"
ورغم نصاعة دعوة صالح ، فقد بدا واضحا أن قومه لن يصدقونه. فكانوا يشكون في دعوته، واعتقدوا أنه ساحر أو مسحور، وطالبوه بمعجزة تثبت أنه رسول من الله إليهم. وشاء الله أن يستجيب طلبهم. وكان قوم ثمود ينحتون من الجبال بيوتا عظيمة. كانوا يستخدمون الصخر في البناء، وكانوا أقوياء وقد فتح الله عليهم رزقهم من كل شيء. جاءوا بعد قوم عاد فسكنوا الأرض التي استعمروها.
قال صالح لقومه حين طالبوه بمعجزة ليصدقوه:
﴿وَيَا قَوْمِ هَذِهِ نَاقَةُ اللَّهِ لَكُمْ آيَةً فَذَرُوهَا تَأْكُلْ فِي أَرْضِ اللَّهِ وَلَا تَمَسُّوهَا بِسُوءٍ فَيَأْخُذَكُمْ عَذَابٌ قَرِيبٌ ۝٦٤﴾ [هود:64]
والآية هي المعجزة، ويقال إن الناقة كانت معجزة لأن صخرة بالجبل انشقت يوما وخرجت منها الناقة.. ولدت من غير الطريق المعروف للولادة. ويقال إنها كانت معجزة لأنها كانت تشرب المياه الموجودة في الآبار في يوم فلا تقترب بقية الحيوانات من المياه في هذا اليوم، وقيل إنها كانت معجزة لأنها كانت تدر لبنا يكفي لشرب الناس جميعا في هذا اليوم الذي تشرب فيه الماء فلا يبقى شيء للناس. كانت هذه الناقة معجزة، وصفها الله بقوله: (نَاقَةُ اللّهِ) أضافها لنفسه الله بمعنى أنها ليست ناقة عادية وإنما هي معجزة من الله. وأصدر الله أمره إلى صالح أن يأمر قومه بعدم المساس بالناقة أو إيذائها أو قتلها، أمرهم أن يتركوها تأكل في أرض الله، وألا يمسوها بسوء، وحذرهم أنهم إذا مدوا أيديهم بالأذى للناقة فسوف يأخذهم عذاب قريب.
في البداية تعاظمت دهشة ثمود حين ولدت الناقة من صخور الجبل.. كانت ناقة مباركة. كان لبنها يكفي آلاف الرجال والنساء والأطفال. كان واضحا إنها ليست مجرد ناقة عادية، وإنما هي آية من الله. وعاشت الناقة بين قوم صالح، آمن منهم من آمن وبقي أغلبهم على العناد والكفر. وذلك لأن الكفار عندما يطلبون من نبيهم آية، ليس لأنهم يريدون التأكد من صدقه والإيمان به، وإنما لتحديه وإظهار عجزه أمام البشر. لكن الله كان يخذلهم بتأييد أنبياءه بمعجزات من عنده.
كان صالح عليه الصلاة والسلام يحدث قومه برفق وحب، وهو يدعوهم إلى عبادة الله وحده، وينبههم إلى أن الله قد أخرج لهم معجزة هي الناقة، دليلا على صدقه وبينة على دعوته. وهو يرجو منهم أن يتركوا الناقة تأكل في أرض الله، وكل الأرض أرض الله. وهو يحذرهم أن يمسوها بسوء خشية وقوع عذاب الله عليهم. كما ذكرهم بإنعام الله عليهم: بأنه جعلهم خلفاء من بعد قوم عاد.. وأنعم عليهم بالقصور والجبال المنحوتة والنعيم والرزق والقوة. لكن قومه تجاوزوا كلماته وتركوه، واتجهوا إلى الذين آمنوا بصالح.
يسألونهم سؤال استخفاف وزراية: أَتَعْلَمُونَ أَنَّ صَالِحًا مُّرْسَلٌ مِّن رَّبِّهِ؟!
قالت الفئة الضعيفة التي آمنت بصالح: إِنَّا بِمَا أُرْسِلَ بِهِ مُؤْمِنُونَ
فأخذت الذين كفروا العزة بالإثم.. قَالَ الَّذِينَ اسْتَكْبَرُواْ إِنَّا بِالَّذِيَ آمَنتُمْ بِهِ كَافِرُونَ. هكذا باحتقار واستعلاء وغضب.

### تآمر الملأ على الناقة
وتحولت الكراهية عن سيدنا صالح إلى الناقة المباركة. وتركزت عليها الكراهية، وبدأت المؤامرة تنسج خيوطها ضد الناقة. فكره الكافرون هذه الآية العظيمة، ودبروا في أنفسهم أمرا.
وفي إحدى الليالي، انعقدت جلسة لكبار القوم، وقد أصبح من المألوف أن نرى أن في قصص الأنبياء هذه التدابير للقضاء على النبي أو معجزاته أو دعوته تأتي من رؤساء القوم، خوفا على مصالحهم إن تحول الناس للتوحيد، ومن خشيتهم إلى خشية الله وحده. وأخذ رؤساء القوم يتشاورون فيما يجب القيام به لإنهاء دعوة صالح. فأشار عليهم واحد منهم بقتل الناقة ومن ثم قتل صالح نفسه.
لكن أحدهم قال: حذَّرَنا صالح من المساس بالناقة، وهددنا بالعذاب القريب. فقال أحدهم سريعا قبل أن يؤثر كلام من سبقه على عقول القوم: أعرف من يجرأ على قتل الناقة. فخرج أشقى القوم وشرب الخمر وقتل الناقة، وذلك قوله تعالى: " إذ انبعث أشقاها فكذبوه فعقروها " وقوله " فتعاطى فعقر ". اتفق على موعد الجريمة ومكان التنفيذ، وفي الليلة المحددة، وبينما كانت الناقة المباركة تنام في سلام، قتلوها.

## هلاك ثمود
علم النبي صالح بما حدث فخرج غاضبا على قومه. قال لهم: ألم أحذركم من أن تمسوا الناقة؟ قالوا: قتلناها فأتنا بالعذاب واستعجله.. ألم تقل أنك من المرسلين؟
قال صالح لقومه: تَمَتَّعُواْ فِي دَارِكُمْ ثَلاَثَةَ أَيَّامٍ ذَلِكَ وَعْدٌ غَيْرُ مَكْذُوبٍ. بعدها غادر صالح قومه، تركهم ومضى. انتهى الأمر ووعده الله بهلاكهم بعد ثلاثة أيام. ومرت ثلاثة أيام على الكافرين من قوم صالح وهم يهزءون من العذاب وينتظرون، وفي فجر اليوم الرابع: انشقت السماء عن صيحة جبارة واحدة، انقضت الصيحة على الجبال فهلك فيها كل شيء حي. صرخة واحدة، لم يكد أولها يبدأ وآخرها يجيء حتى كان كفار قوم صالح قد صعقوا جميعا صعقة واحدة. هلكوا جميعا قبل أن يدركوا ما حدث. أما الذين آمنوا بسيدنا صالح، فكانوا قد غادروا المكان مع نبيهم ونجَوْا.

## مساكن ثمود
كانت مساكن ثمود بالحِجْر، ولذلك سماهم الله في القرآن الكريم أصحاب الحجر في قوله تعالى: ﴿وَلَقَدْ كَذَّبَ أَصْحَابُ الْحِجْرِ الْمُرْسَلِينَ ۝٨٠ وَآتَيْنَاهُمْ آيَاتِنَا فَكَانُوا عَنْهَا مُعْرِضِينَ ۝٨١ وَكَانُوا يَنْحِتُونَ مِنَ الْجِبَالِ بُيُوتًا آمِنِينَ ۝٨٢ فَأَخَذَتْهُمُ الصَّيْحَةُ مُصْبِحِينَ ۝٨٣ فَمَا أَغْنَى عَنْهُمْ مَا كَانُوا يَكْسِبُونَ ۝٨٤﴾ [الحجر:80–84]
والحِجْر: أرض بها جبال كثيرة، نحتت فيها منازل قوم ثمود، وتقع في المملكة العربية السعودية شمال المدينة المنورة. وآثار مدائنهم ظاهرة حتى الآن، وتسمى مدائن صالح، كما تعرف ديارهم باسم (فجّ الناقة).

## حياة صالح مع قومه في فقرات
فصل القرآن قصة صالح مع قومه في نحو إحدى عشرة سورة، وأبرز ما فيها النقاط التالية:
1. إثبات نبوته ورسالته إلى ثمود.
2. ذكر أن ثمود كانوا خلفاء في الأرض من بعد عاد.
3. ذكر أن هؤلاء القوم كانوا:
  1. آمنين ممتَّعين بنعمة من الله في جنات وعيون، وزروع مختلفة، وأشجار نخيل مثمرة.
  2. يتخذون من السهول قصوراً، وينحتون الجبال بيوتاً فارهين.
  3. أصحاب أوثان يعبدونها من دون الله.
4. ذكر أن صالحاً دعاهم إلى الله بمثل دعوة الرسل، وأمرهم بالتقوى، ونهاهم عن عبادة الأوثان، فآمن معه ثُلة قليلة، أما أكثرهم فكذبوه، واستكبروا عن اتّباعه، وكفروا برسالته، وطلبوا منه معجزةً تشهد بصدقه، فجاءهم بمعجزة الناقة، وقال لهم: ذروها تأكل من أرض الله ولا تمسوها بسوء فيأخذكم عذاب قريب، فأصروا على العناد، وبعثوا أشقاهم فعقر الناقة، فقال لهم: «تمتعوا في داركم ثلاثة أيام ذلك وعد غير مكذوب». ولما حان أجل العذاب أرسل الله عليهم الصيحة مصبحين، فدمرتهم تدميراً، وأصبحوا في ديارهم جاثمين هلكى، وأنجى الله برحمته سيدنا صالحاً والذين آمنوا معه. وتم بذلك أمر الله وقضاؤه: «سنة الله في الذين خلَوا من قبل».